# Charles Schulz
Charles Monroe Schulz (26. listopadu 1922 Minneapolis, USA – 12. února 2000 Santa Rosa) byl americký tvůrce komiksů.

## Život
Narodil se ve státě Minnesota, městě Minneapolis a vyrůstal v sousedním městě Saint Paul. Vždy chtěl dosáhnout jediného – kreslit svůj vlastní komiksový strip. Ve výtvarné výchově vynikal natolik, že ho přeřadili do vyšší třídy, kde byl nejmenší a nejmladší. Jeho vrozená plachost a ostych tím jenom zesílily. Ještě horší to pro něj bylo v pubertě – jak později vzpomínal, za celou střední školu si netroufl pozvat na rande ani jednu z dívek, po nichž pokukoval, protože byl přesvědčen, že je ošklivý a absolutně nezajímavý.
Roku 2000 Charles Schulz zemřel na rakovinu tlustého střeva.

## Počátek komiksu Peanuts
Peanuts se původně jmenoval „Lil Folks“, až později newyorská firma United Feature Sydicate, inc. nabídla Schulzovi smlouvu, musel ale komiks přejmenovat na Peanuts.